# 마츠유키 야스코
마츠유키 야스코(일본어: 松雪 泰子 마쓰유키 야스코[*], 1972년 11월 28일~)는 일본의 배우이다.

## 내력
토스 상업 고등학교 재학 중이던 1989년, 잡지 《MEN'S NON-NO》 오디션에 응모해, 〈제1회 맨즈 논노 걸 프렌드〉로 선출되었다. 고교 졸업과 동시에 상경해, 본격적으로 연예 활동을 시작했다. 1991년, 드라마 《열혈! 신입사원 선언》으로 여배우로서 데뷔. 1993년, 주연 드라마 《시라토리 레이코입니다!》에서 강렬한 캐릭터를 보여주며, 여배우로서의 위치를 확립했다.
1998년, 음악 밴드 〈더 스릴〉의 기타리스트 GAKU와 결혼. 2001년, 장남을 출산. 2004년, 〈일이 바빠서 잘 만나지 못한다〉는 이유로 이혼.
2006년, 주연 영화 《훌라 걸스》가 큰 성공을 거두며, 미국 아카데미상 외국어 영화상 후보를 위한 일본 대표 작품으로 선출됐다. 자신도 일본 아카데미상 우수 주연 여우상 등을 수상했다.
2008년, 영화 《디트로이트 메탈 시티》, 《용의자 X의 헌신》의 두 작품으로 일본 아카데미상 우수 조연 여우상을 수상했다.
2010년, 주연 드라마 《마더》로 제65회 더 텔레비전 드라마 아카데미상 주연 여우상을 수상했다. 독자, TV 기자, 심사원 표 전 부문에서 1위를 획득해, 총 득표수는 2위의 5배였다.

## 수상
2006년도
- 제19회 닛칸 스포츠 영화 대상 최우수 주연 여우상 (《훌라 걸스》)
- 제30회 일본 아카데미상 우수 주연 여우상 (《훌라 걸스》)
- 제44회 골든 애로상 영화상 (《훌라 걸스》)
- VOGUE NIPPON Women of the year 2006

2008년도
- 제32회 일본 아카데미상 우수 조연 여우상 (《디트로이트 메탈 시티》 《용의자 X의 헌신》)

2010년도
- 제65회 더 텔레비전 드라마 아카데미상 주연 여우상 (《Mother》)
- 도쿄 드라마 어워드 2010 주연 여우상 (《Mother》)

## 출연

### 드라마
- 열혈! 신입사원 선언 (1991년 4월 ~ 6월, TBS) - 다치바나 사유리 역
- 바나나 칩스 러브 (1991년 10월 ~ 12월, 후지 TV) - 주연·리사 역
- 밤에 빛나는 바다 (1991년 7월 30일, NHK) - 주연
- D 언덕 살인사건 〈명탐정 아케치 고고로 탄생〉 (1992년 1월 24일, 후지 TV)
- 어른은 판단해주지 않아 〈신 앞에서 한 거짓말〉 (1992년 2월 6일, 후지 TV) - 주연
- 알파벳 2/3 (1992년 4월 ~ 6월, 후지 TV)
- 주니어 사랑의 관계 (1992년 4월 ~ 6월, 후지 TV) - 미사와 히마와리 역
- 파★테★오 (1992년 9월 18일, 후지 TV) - 미즈시마 사츠키 역
- 시라토리 레이코입니다! (1993년 1월 ~ 2월, 후지 TV) - 주연·시라토리 레이코 역
- OL들의 까불지 마!! 〈사원 여행은 너무 싫어〉 (1993년 4월, 후지 TV)
- 시라토리 레이코입니다! 2 (1993년 10월 ~ 11월, 후지 TV) - 주연·시라토리 레이코 역
- 매번 죄송합니다 (1994년 7월 ~ 9월, TBS) - 주연·사와노 사쿠라 역
- 남자는 필요 없어 (1994년 10월 ~ 12월, 요미우리 TV) - 무카이 유키 역
- 기묘한 이야기 겨울 특별편 〈열쇠〉 (1995년 1월 4일, 후지 TV) - 주연
- 매번 실례합니다 (1995년 4월 ~ 6월, TBS) - 주연·사와노 사쿠라 역
- 베스트 프렌드 (1995년 10월 ~ 12월, 요미우리 TV) - 주연·아오야마 카에데 역
- 승리의 여신 (1996년 4월 ~ 6월, 후지 TV) - 쓰다 리코 역
- 유리 조각들 (1996년 7월 ~ 9월, TBS) - 미즈사와 쇼코 역
- 명탐정 보건실의 아줌마 (1997년 1월 ~ 3월, TV 아사히) - 주연·도야마 사쿠라코 역
- 이상의 상사 (1997년 4월 ~ 6월, TBS) - 시라카와 마리카 역
- 반짝반짝 빛나는 (1998년 1월 ~ 3월, 후지 TV) - 쓰키야마 노리코 역
- 사랑, 때때로 거짓말 (1998년 4월 ~ 6월, 닛폰 TV) - 주연·시라이시 아유코 역
- 아내 따위 무섭지 않아 최종화 (1998년 6월 21일, TBS) - 고마쓰바라 스미 역
- 뭐 하는 인간! (1998년 10월 ~ 12월, TBS) - 사와키 이즈미역
- 아프리카의 밤 (1999년 4월 ~ 6월, 후지 TV) - 아이사와 유카 역
- 태양은 지지 않는다 (2000년 4월 ~ 6월, 후지 TV) - 기리노 세쓰 역
- 블랙 잭 카르테 II (2000년 9월 29일, TBS) - 타카노 아야코 역
- 구명 병동 24시 (2001년 7월 ~ 9월, 후지 TV) - 코사카 타마키 역
- 츄신구라 1/47 (2001년 12월 28일, 후지 TV) - 후지미 역
- 괴담 백가지 이야기 〈설녀〉 (2002년 8월 20일, 후지 TV) - 주연·설녀 역
- 구명 병동 24시 스페셜 2002 (2002년 1월 1일, 후지 TV) - 고사카 다마키 역
- 한밤중의 비 (2002년 10월 ~ 12월, TBS) - 미즈사와 유키코 역
- FNS 27시간 TV 스페셜 드라마 〈바다의 오르골〉 (2003년 6월, 후지 TV) - 주연·다케우치 테루요 역
- 비기너 (2003년 10월 ~ 12월, 후지 TV) - 모리노 노조미 역
- 모래 그릇 (2004년 1월 ~ 3월, TBS) - 나루세 아사미 역
- 퍼스트 키스 (2007년 7월 ~ 9월, 후지 TV) - 타카기 렌코 역
- 법의 정원 (2007년 8월 17일, 후지 TV) - 주연·아마미 역
- 마더 (2010년 4월 ~ 6월, 닛폰 TV) - 주연·스즈하라 나오 역
- 퍼펙트 리포트 (2010년 10월 ~ 12월, 후지 TV) - 주연·아오야마 카나에 역
- 마음의 실 (2010년 11월 27일, NHK) - 주연·나가쿠라 레이코 역
- 경우 (2011년 12월 3일, 아사히 방송) - 주연·타카쿠라 요코 역
- 대하드라마 다이라노 기요모리 (2012년 1월 ~ 12월, NHK) - 비후쿠몬인 나리코 역
- 지고나서, 이긴다 ~전쟁 후를 만들어낸 남자 요시다 시게루~ (2012년 9월 ~ 10월, NHK) - 코린 역
- TAKE FIVE~우리는 사랑을 훔칠 수 있을까~ (2013년 4월 ~ 6월, TBS) - 사사하라 루이 역
- 마쓰모토 세이쵸 스페셜·얼굴 (2013년 10월 3일, 후지 TV) - 주연·코구레 료코 역
- 세상의 소금 (2014년 2월 ~ 3월, WOWOW) - 사쿠마 리나 역
- 가족 사냥 (2014년 7월 ~ 9월, TBS) - 주연·히자키 유코 역
- 상류 계급~후쿠마루 백화점 외상부~ (2015년 1월 16일, 후지 TV) - 미타니 슈리 역
- 5명의 준코 (2015년 11월 ~ 12월, WOWOW) - 주연·타나베 준코 역
- 굿 파트너 무적의 변호사 (2016년 4월 ~ 6월, TV 아사히) - 나츠메 요시에 역

### 영화
- 파★테★오 (1992년, 쇼치쿠) - 미즈시마 사쓰키 역
- 시라토리 레이코입니다! (1995년, 도에이) - 주연·시라토리 레이코 역
- 어나더 헤븐 (2000년, 쇼치쿠) - 사사모토 미나 역
- MONDAY (2000년, 시네콰논) - 기리시마 유코 역
- DRIVE (2002년, 일본 헤럴드 영화)
- 새끼 여우 헬렌 (2006년, 쇼치쿠) - 오가와라 리츠코 역
- 훌라 걸스 (2006년, 시네콰논) - 주연·히라야마 마도카 역
- 자궁의 기억 여기에 네가 있다 (2007년, 토네이도 필름) - 주연·사쿠라이 아이코 역
- 벡실 2077 일본쇄국 (2007년, 쇼치쿠) - 마리아 역 (목소리)
- 디트로이트 메탈 시티 (2008년, 도호) - 데스 레코즈 사장 역
- 용의자 X의 헌신 (2008년, 도호) - 하나오카 야스코 역
- 여명 (2009년, SDP) - 주연·모모타 시즈쿠 역
- 웃는 경관 (2009년, 도에이) - 코지마 유리 역
- 구히오 대령 (2009년, 쇼게이트) - 나가노 시노부 역
- 지지 않는 태양 (2009년, 도호) - 미쓰이 미키 역
- 티다칸칸~바다와 산호와 작은 기적~ (2010년, 쇼게이트) - 긴죠 유리 역
- 스머글러 너의 미래를 옮겨라 (2011년, 워너 브라더스 영화) - 야마오카 유키 역
- 이 하늘의 꽃 나가오카 불꽃 이야기 (2012년, PSC/TM 엔터테인먼트) - 주연·엔도 레이코 역
- 호타루의 빛 (2012년, 토호) - 사에키 리오 역
- 뇌남 (2013년, 도호) - 와시야 마리코 역
- 사죄의 왕 (2013년, 도호) - 하루카 역
- 극장판 ATARU THE FIRST LOVE & THE LAST KILL (2013년, 도호) - 호시 아키호 역
- at Home (2015년, 팬텀 필름) - 주연·사쓰키 역
- 고도 (2016년) - 주연
- 강철의 연금술사 FULLMETAL ALCHEMIST (2017년, 워너 브라더스 영화) - 러스트 역

## 음반

### 싱글
1. ESP (1995.06.21)
  - (c/w) ESP (INCREDIBLE BONGO MIX)
2. 時を越えて / 시간을 넘어서 (1995.11.08)
  - (c/w) Stay with me・・・・
3. Rain -雨に抱かれて・・・・ / Rain -비에 안겨・・・・ (1995.11.08)
  - (c/w) 月の香る夜 / 달의 향기가 나는 밤
4. WISH (1995.12.10)
  - (c/w) WISH (English Version)
5. おやすみ / 잘 자 (1996.05.25)
  - (c/w) Sweet My Baby
6. 空っぽの愛の嵐 / 텅 빈 사랑의 폭풍우 (1997.02.14)
  - (c/w) Everybody Shake Hip
  - (c/w) Mondodelixな夜 / Mondodelix한 밤
7. HAPPY HAPPY DAYS (1997.07.24)
  - (c/w) Kissして・・・・ / Kiss해줘・・・・
8. ふりむかないで / 뒤돌아보지 마 (1997.09.26)
  - (c/w) きっと・・・・ / 분명・・・・
9. 愛の世界 / 사랑의 세계 (1998.05.13)
  - (c/w) なんてバカなんだろう・・・ / 왜 그런 바보일까・・・
10. 口唇 (KUCHIBIRU) / 입술 (1999.01.13)
  - (c/w) BABY BABY

### 앨범
- pray
- mondodelix
- 32'05"
- M.M.M